# محمد محمود الشيخ
محمد محمود الشيخ ، ويعرف أيضًا باسم محمد الشيخ، ولد في قرية المنيه بشمال لبنان، وتعلم في مدارسها ثم عين موظفا في شركة نفط العراق ثم انتقل للعمل في وزارة الزراعة بوظيفة مامور احراش، كان والده محمود الشيخ مرافقا لنائب عكار سليمان العلي ، اتهم محمد الشيخ بقتل الوزير محمد العبود ابن عبود عبد الرزاق بك المحمد بعد خروجه من القصر الجمهوري في محلة القنطاري، واحيل الملف للمجلس العدلي، في يوم 2 كانون الأول 1953م وقع رئيس الجمهورية كميل شمعون مرسوما باعدامه شنقا فنفذ القرار في ساحة قصر العدل في بيروت، ووقع على القرار رئيس مجلس الوزراء عبد الله اليافي ووزير العدل بشير الاعور

## نشأته
ولد محمد الشيخ عام 1930م في قرية المنية التابعة لقضاء سير الضنية ، من اسرة فقيرة كان والده محمود الشيخ يعمل مرافقا عند سليمان العلي زعيم عكار المعروف، تلقى محمد الشيخ تعليمه الاولي في مدارس المنية الحكومية، ونظرا لسؤ وضعه المادي تدخل والده لدى العلي لتوظيف ابنه في مصفاة البداوي التي تتبع شركة نفط العراق فعمل بها لمدة عام وخطب ابنة خالته لكن العلاقة فشلت بسبب سوء وضعه المادي ثم استقال من شركة نفط العراق، بعد أن دبر له والده وظيفة في وزارة الزراعة كمامور احرش عام 1952م بواسطتة سليمان العلي، في تلك الفترة تعرف على فتاة طمعا في خطبتها وبحثا عن حياة الاستقرار العائلي الذي فقده في بيته بعد طلاق ابيه من امه السيدة زمزم دنيا

## اغتيال محمد العبود

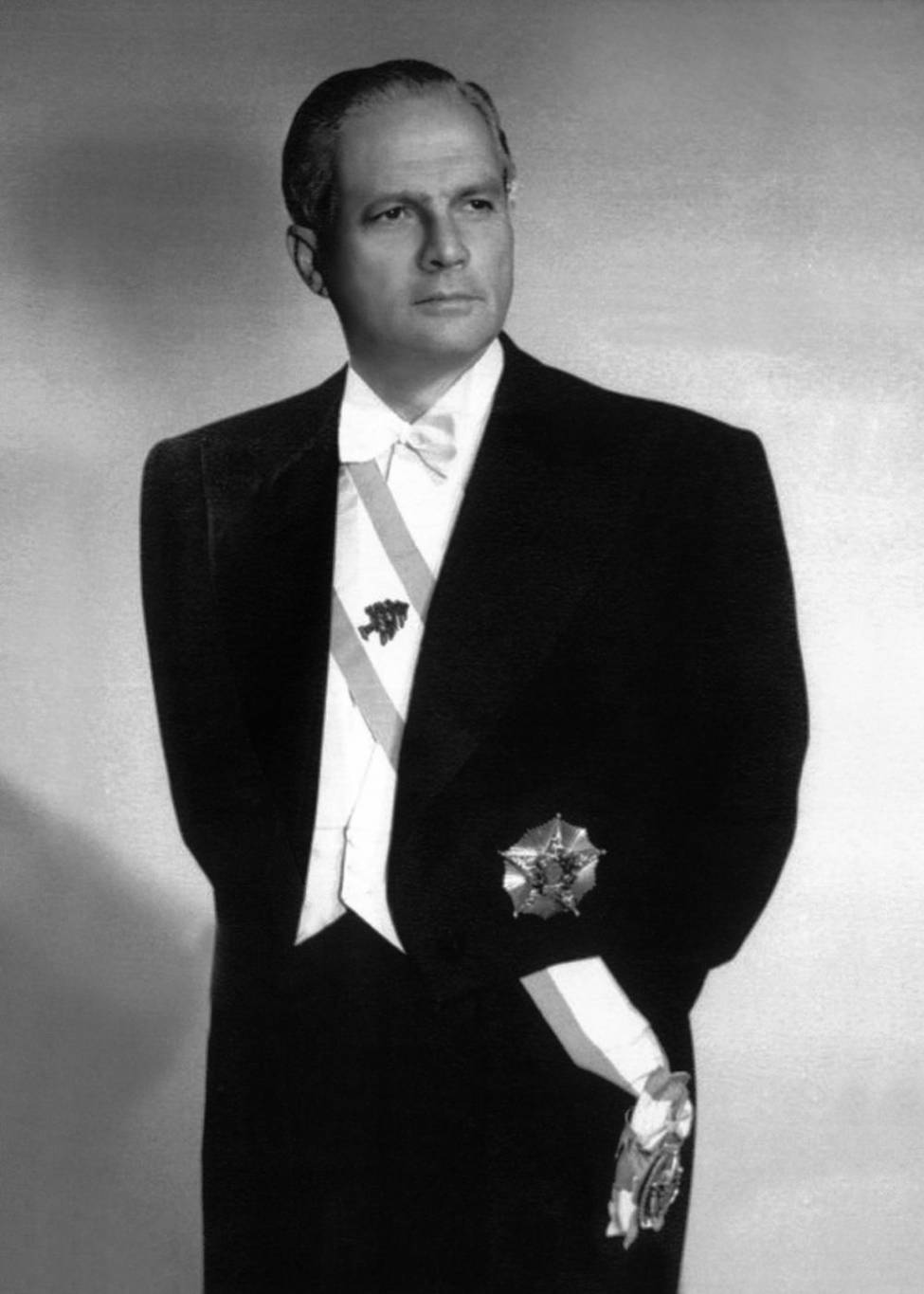
وقع الرئيس كميل شمعون قرارا باعدام محمد محمود الشيخ في ساحة قصر العدل في بيروت

ما ان خرج محمد العبود من مبنى القصر الجمهوري بعد اجتماعه مع رئيس الجمهورية كميل شمعون ، حتى تقدم منه أحد مرافقي النائب سليمان العلي وهو محمد الشيخ صارخا به لقد ظلمت ووالدك العباد، بدنا نخلص منك بقى

## استجواب محمد الشيخ
ادلى محمد الشيخ بافادته امام المحكمة وروى انه كان في أحد الايام بداخل مطعم، واذا باحد مرافقي محمد العبود يمسكه من رقبته دافعا به خارج المطعم مع شتائم، ثم قاده إلى سيارة فيها محمد العبود الذي قال لمرفقه اتركه هذا كلب صغير ما بيطلع منه شيء واوردها بالفرنسية Petit Chien وقال له روح بس دير بالك ها..فقال الشيخ امرك يا بك فقال العبود لازم تعرفوا اننا سوف نحرق عكار فوق روؤسكم وستبقوا عبيدا لنا ، فقال الشيخ تحت امرك يا بك...وبعد ذلك عاد محمد الشيخ إلى المطعم حيث أحد ازلام محمد العبود حاول ضرب شخص كان يجلس إلى جانب محمد الشيخ لكنه اعتقد أنه على علاقة مع الشيخ

## المرسوم
تنفيذ حكم الاعدام بحق محمد محمود الشيخ
عدد المواد: 2
تعريف النص: مرسوم رقم 3128 تاريخ: 2 كانون الأول 1953م
عدد الجريدة الرسمية: 49 | تاريخ النشر: 9 كانون الأول 1953م | الصفحة: 615-616
المواد (1-2)
المادة 1
مادة 1: ينفذ حكم الصادر عن المجلس العدلي بتاريخ 21 تشرين الثاني 1953م بحق محمد محمود الشيخ. يجري التنفيذ شنقا في ساحة قصر العدل في بيروت.
المادة 2
مادة 2: ينشر هذا المرسوم ويبلغ حيث تدعو الحاجة.
بيروت في 2 كانون الأول 1953م
كميل شمعون
صدر عن رئيس الجمهورية
رئيس مجلس الوزراء
عبد الله اليافي
وزير العدل
الإمضاء: بشير الاعور

## وصيته
قبل عملية الإعدام كتب محمد الشيخ وصيته البسيطة والتي تلخصت بان يسلم خاتماه إلى شقيقته وساعته وثيابه إلى ابيه محمود الشيخ، واوصي بان يعطى الرسم الذي يحمل صورته مع صديقه أحمد الارناؤط إلى والده لكي يكبر الصورة ويعلقها في دارته كذكرى لصداقته مع أحمد الارناؤط، كما طلب ان تدفن جثته في ضريح جده محمد الشيخ في مقبرة المنية، وطلب من والده ان يعيد رسم ابنة خالته إليها لانه لا يزال يحتفظ بصورتها وهي التي سبق أن خطبت له وان يعتذر منها لان الظروف لم تساعده لعقد قرانه عليهاطالبا منها المغفرة والسماح، كما اوصي بما يملك من مال نقدي وهو عبارة عن 21 ليرة لبنانية إلى رفاقه في السجن وقد قداحته للدركي عبد الله بخاري كتذكار منه، وما ان تم تدوين الوصية حتى نقل بسيارة السجن إلى ساحة الإعدام ترافقه سيارات الشرطة والدرك المسلحة وراكبي الدرجات

## الدقائق الاخيرة
ما ان وصل الموكب إلى إلى ساحة وزارة العدل وفتح باب سيارة السجن حتى قفز محمد الشيخ منها ولم يطلب من أحد مساعدته على النزول، وكان بكامل قوته ونشاطه وشجاعته ولم تبدو منه أي حركة تؤشر إلى احباطه واصفراره وخوفه بعدما دنا اجله وساعاتهالاخيرة في هذه الحياة، لا بل أكثر من ذلك فما ان رأى المشنقة معلقة حتى تبسم وأمعن النظر إليها وتطلع إلى من يقف حوله والفرح يشع من عينيه والابتسامة تملآ وجهه وكانه يساق إلى منصة العرس ، ثم تلا المساعد القضائي احسان طبارة مرسوم اعدامه ثم امسح المجال للصحافة لكي تسال المحكوم في ساعاته الأخيرة ما تشاء فوجهت اليه بعض الأسئلة فاختصر القول بنظرته نحو المشنقة، ادرك الجميع انه سيتكلم في لحظة اعدامه وهو معلق على حبل المشنقة
وتقدم منه الجلاد والبسه القميص الأبيض فاسرع الشيخ وتسلق سلم المشنقة بخطى ثابته وجراة نادرة وبزهو، وكانه يذهب للقاء عروسته وسط دهشة الحاضرين ونظرات التعجب من هذا المشهد، وما ان اعتلى المنصة حتى طلب من السجان سيجارة فقدم اليه سيجارة من نوع طاتلى سارت لكنه رفضها وطلب من السجان ان يتناول من جيبه علبة لوكي ستريك الخاصة به، ففعل السجان واخذ منها سيجارة فدخنها ثم القى بها على الأرض وطلب كوب ماء ثم فجاة قدم عنقه للسجان بعدما وضع الحبل فيه واخذ يخطب بصوت جهوري قائلا اخبركم ايها الناس بانني قاتل محمد العبود وحدي ولا ذنب لسليمان العلي ومالك العلي حتى يصدر الحكم عليهم، ال العلي ابرياء من دم محمد العبود وهم مظلومون وانا وحدي الجاني...فانا سأصبح في دنيا الحق وهناك فقط تكون حكومة الله وهي فوق حكومة البشر، ثم انشد ابياتا من الشعر

## الإعدام

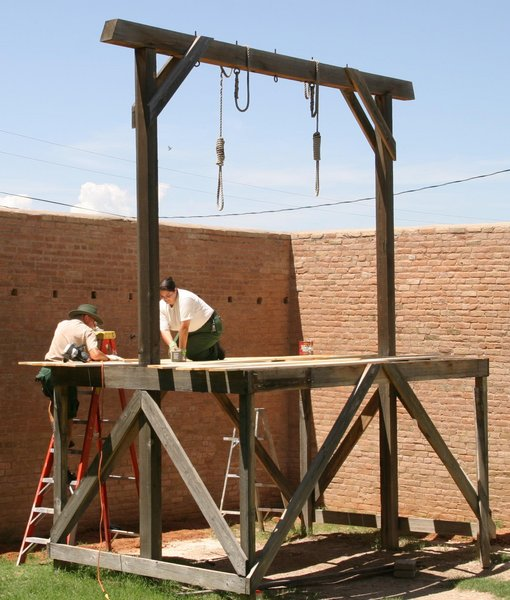
مشهد تعبيري للطريقة التي اعدم بها محمد الشيخ

في عهد الرئيس كميل شمعون اغتيل على بوابة القصر الجمهوري (بيت الوسط حاليا) في حي القنطاري في بيروت النائب والوزير محمد العبود ، ادين فيها محمد محمود الشيخ من انصار النائب والوزير السابق سليمان العلي وشقيقه مالك العلي ووقع الرئيس شمعون مرسوما باعدامه شنقا في ساحة وزارة العدل في بيروت

## مدفن الباشورة
برغم ان محمد الشيخ كتب وصيته قبل اعدامه وفيها رغبته بان يدفن بجانب جده في المنية، الا ان ضغوط عبود بك عبد الرزاق على الدولة اللبنانية منعت اتمام الدفن كما الوصية، فتم دفنه في مقبرة الباشورة والتي تعتبر من المقابر الإسلامية القديمة وقد أطلق عليها قديما اسم تربة سيدنا عمر نسبة إلى الخليفة عمر بن الخطاب وكانت في البداء بمثابة سد ترابي كبير بدون سور وقد سعى ببنائه الشيخ عبد الرحمن الحوت نقيب السادة الاشراف وذلك للمحافظة على حرمة قبور المسلمين، لقد خشى عبود بك عبد الرزاق من ان يتحول مدفن محمد الشيخ في المنية إلى ذكرى لأبناء بلدته

## محمد الشيخ في الثقافة الشعبية
ان حادثة اغتيال الوزير محمد العبود على يد محمد الشيخ الذي اعدم في قصر العدل جعلت من الاخير رمزا في منطقة المنية وفي عكار، لقد اعتبر محمد الشيخ ملهما للكثير من الفقراء الذين عانوا من ظلم عبود بك عبد الرزاق وابنه محمد العبود ، يروي النائب علي عبد الكريم المرعبي وهو أحد اولاد عم عبود بك عبد الرزاق انه استحصل من وزير التربية والتعليم اللبناني على قرار باففتاح مدرسة مركزية في بلدة برقايل، وما ان سمع عبود بك عبد الرزاق بالمشروع حتى استدعي ابن عمه علي عبد الكريم طالبا منه وقف المشروع وتحويله إلى منطقة أخرى فرفض، لكن تدخلات عبود بك عبد الرزاق ونفوذه لدى الدولة اللبنانية اثمرت عن تحويل المدرسة إلى قرية منيارة، كانت وجهة نظر عبود بك عبد الرزاق التي ساقها امام النائب علي عبد الكريم المرعبي ان أهالي برقايل يعملون عنده في الحقول والمزارع والحرسات، فكيف يستطيع استيعابهم بعد أن يتعلموا في المدارس؟، لا شك اننا امام اختلاف كبير بين الجد محمد باشا المحمد الذي اففتح المدرسة الحميدية في قرية مشحة من ماله الخاص واوقف لها الأراضي في قرى البرج بزبينا الخريبة بيت الحاج مشحة السويسة عدبل بالإضافة إلى سبعة مساجد ومدارس دينية انشائها المشار اليه محمد باشا المحمد وبين وحفيده عبود بك عبد الرزاق الذي منع تقدم عكار خدمة لمصالحه الخاصة